# Cobro electrónico de peajes

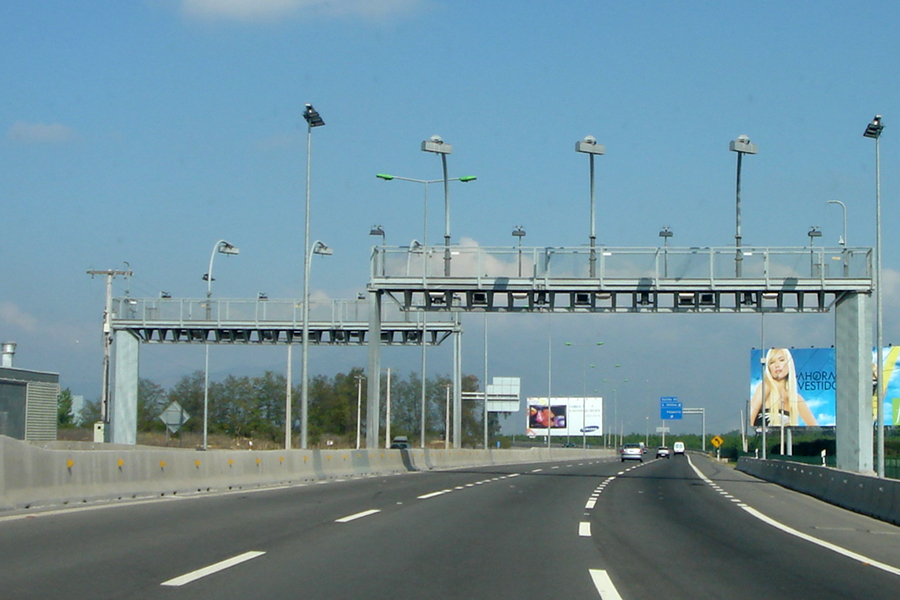
Portal con los sensores de telepeaje y cámaras de video para registrar los infractores en las autopistas chilenas.

El cobro electrónico de peajes (ETC) (en inglés, Electronic Toll Collection) es un sistema que permite realizar el pago de la tarifa de peaje sin necesidad de una transacción física, sino mediante tecnología de comunicación remota se puede realizar la transferencia de manera automática y sin que el vehículo tenga que detenerse por completo, asegurando una velocidad constante del flujo y sin generar congestión vehicular. Esta tecnología también es conocida como telepeaje o free flow.
El sistema funciona electrónicamente entre un pórtico (estructura metálica de tres piezas) que se encuentra en la autopista el cual en su parte superior posee dispositivos de lectura electrónica, y un dispositivo denominado transponder, TAG o televía, el cual va montado en el parabrisas del automóvil y recibe y envía información al pasar por debajo del pórtico. El dispositivo en los vehículos no es más grande que una billetera y es en extremo ligero. Este sistema inalámbrico se ha convertido en la vanguardia en el cobro inteligente del uso de las autopistas, sobre todo en países de alto caudal vehicular. Países como Argentina (TelePASE), Australia, Canadá, Chile, Estados Unidos, México, Panamá, Colombia, Portugal (Via Verde), España (VIA-T) e Israel, entre otros, lo utilizan en sus autopistas tanto interciudades como urbanas.
Ampliamente utilizado en autopistas de peaje, es necesario que el usuario adquiera y coloque un pequeño dispositivo transmisor/emisor dentro del vehículo denominado transponder (abreviatura del inglés por transmitter responder), de modo que no es necesario detenerse para pagar por el uso de la autopista, ya que al pasar por el puesto de cobro de peaje, el sistema identificará al usuario y realizará la transacción automáticamente. De este modo, se logra una considerable reducción de tiempos de espera. Las tecnologías utilizadas inicialmente obligaban al vehículo a reducir su velocidad a 20 o 30 km/h; hoy en día, existe la tecnología para transitar a 100 % de la velocidad normal.
Noruega ha sido el mayor a nivel mundial en el uso generalizado de esta tecnología. El primer uso exitoso de ETC fue en la ciudad de Bergen, en 1986, cuando entró en operación como complemento al cobro tradicional con casetas de cobro de peaje. En 1991, Trondheim introdujo por primera vez a nivel mundial el cobro completamente automático a velocidad normal de operación, sin complemento del cobro manual. Hoy Noruega tiene 25 carreteras con peaje operando al 100 % con ETC. Estados Unidos es el otro país que cuenta con un uso amplio de telepeajes, pero como complemento al cobro manual en casetas de peaje.

## Aplicación en áreas urbanas y como medio para reducir la congestión

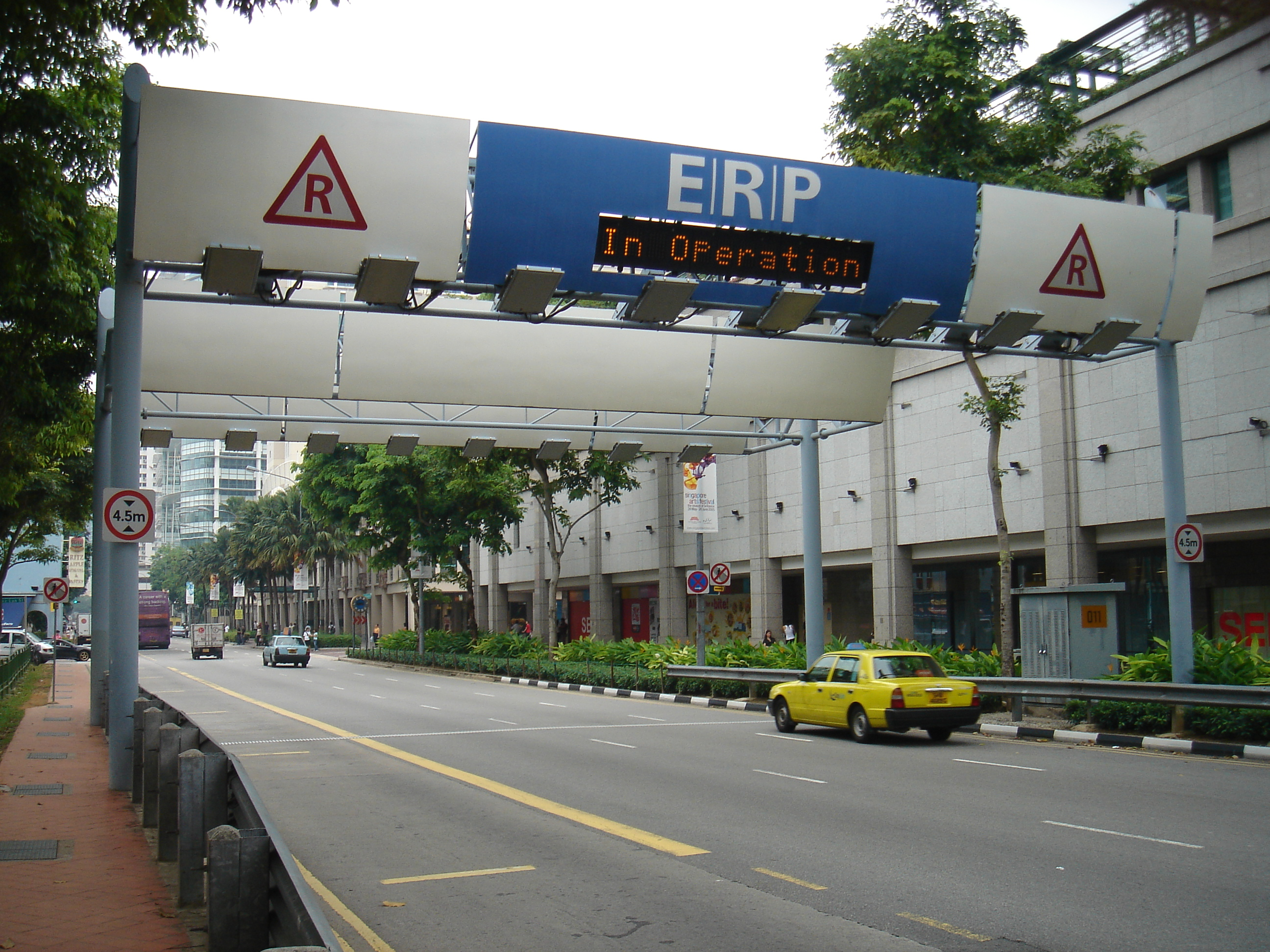
Cobro Electrónico de Peajes en puesto de control en North Bridge Road, Singapur.

La aplicación más revolucionaria del telepeaje es en el contexto de las áreas urbanas congestionadas, ya que esta tecnología permite el cobro de peajes sin que los vehículos tengan que detenerse o disminuir su velocidad, evitando así las demoras asociadas al cobro tradicional por medio de casetas de peaje. Esta aplicación ha hecho posible la concesión de autopistas urbanas al sector privado para su construcción y operación, así como la introducción o mejoramiento del cobro de peajes urbanos como herramienta para reducir los viajes en auto dentro del centro de ciudades congestionadas mediante la aplicación del concepto económico de tarifas de congestión. Las primeras implementaciones a nivel mundial de peaje urbano electrónico tuvieron lugar en las tres principales ciudades de Noruega, Bergen (1986), Oslo (1990), y Trondheim (1991), Urban Tolling in Norway en inglés implantado con el objetivo de alimentar un fondo público para financiar nuevos proyectos viales en el ámbito urbano.
Entre 2004 y 2005, en Santiago de Chile fueron implantados los primeros sistemas en el mundo de cobro electrónico de peajes que atraviesan por el centro comercial de la ciudad y como parte de un sistema de autopistas urbanas concesionadas (la Autopista Central, y la Autopista Costanera Norte), con tecnología que permite controlar automáticamente todos los ingresos a la autopista y cobrar por la distancia recorrida. Soluciones similares ya habían sido implementadas en otras ciudades, solo que en esos casos el telepeaje fue utilizado en anillos periféricos o autopistas para evitar el paso por el centro de la ciudad. El cobro de peaje por medios 100 % electrónicos ha sido utilizado en Toronto, Canadá desde 1997 (Ruta 407 ETR), en varias carreteras en Noruega (AutoPASS), en Melbourne, Australia desde 2000 (CityLink), y en Tel Aviv, Israel también en 2000 (Ruta 6) Mientras tanto el MOP junto con Sebastián Piñera quieren implementar el TAG en la 8.ª región comprendida entre las ciudades de San-Pedro y Coronel creando así una concesión para la ya saturada Ruta 160 ante el rechazo de cientos de vecinos de ambas ciudades que junto con la ayuda de los alcaldes de toda la cuenca del carbón. La aplicación del telepeaje como política para regular la congestión se utiliza en las vías que dan acceso al área central de la ciudad utilizando transmisores en los carros, complementados con cámaras de video y tecnología de reconocimiento digital de caracteres (para multar a los infractores). La aplicación de tarifas de congestión ya ha sido implementada con éxito en varias ciudades: Singapur en 1998, que permitió automatizar el primer sistema de tarifas de congestión implementado en el mundo en 1975, y cuyo control de acceso era realizado manualmente (véase Tarifas de congestión de Singapur); Londres en 2003 y ampliado en 2007 (véase Peaje urbano de Londres); y Estocolmo en 2006 como una prueba de siete meses, y en forma permanente a partir de agosto de 2007 (véase Impuesto de congestión de Estocolmo).

## Equipos en los vehículos y procedimiento de cobro

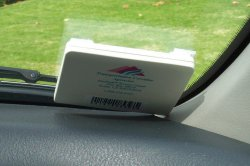
Muchos de los sistemas de cobro usan aparatos como este en los vehículos para debitar electrónicamente de las cuentas de los automóviles registrados sin que tengan que detenerse.

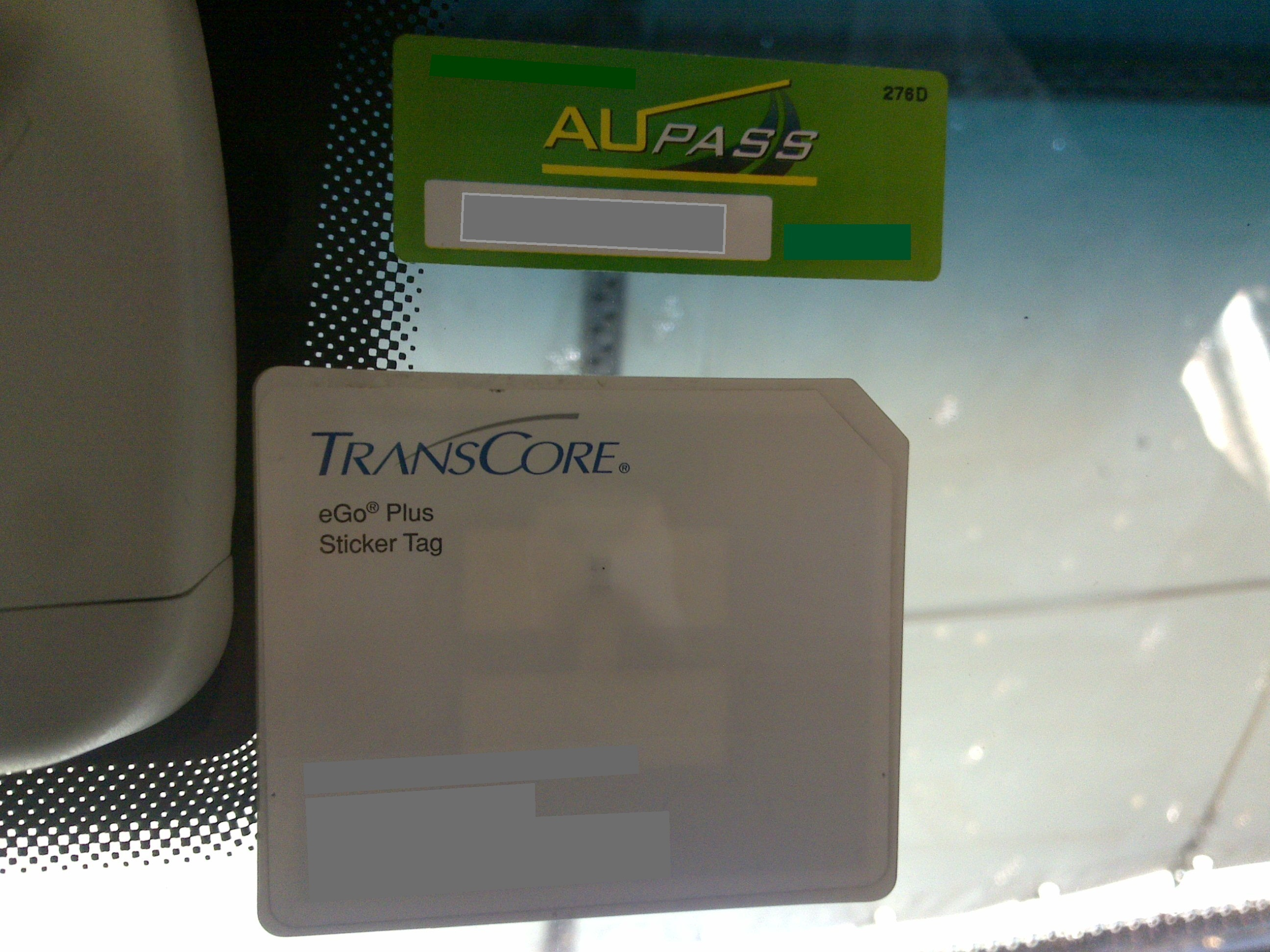
Sticker Tags utilizados en Argentina. La superior corresponde a la tecnología SIRIT y la inferior a la Tecnología Sic TransCore.

El sistema de peaje electrónico necesita la instalación del transponder, TAG o televía, el cual va montado en el parabrisas del automóvil y recibe y envía información al pasar por debajo del pórtico. El dispositivo no es más grande que una billetera y es en extremo ligero. El estándar usado varía de país en país, por ejemplo en Chile existe un solo dispositivo TAG para los cobros de varias autopistas, a diferencia de otros como Australia, donde los autos deben llevar dos e incluso tres TAG para las diferentes autopistas.
El procedimiento para el cobro del peaje en las autopistas, se realiza instalando en la vía expresa pórticos de cobro, marcos elevados sobre la autopista con un lector electrónico cobrador por cada carril, dotados además de cámaras fotográficas para el reconocimiento de las matrículas y cámaras de vídeo para la detección de los vehículos. En el momento en el cual el automóvil se acerca al pórtico, la matrícula, patente o placa es fotografiada, el dispositivo es activado y detectado por el pórtico y se genera el cobro en milésimas de segundo. Al momento del cobro, el transponder genera un pitido característico para indicarlo. La cantidad de pitidos indica el resultado de la transacción:
- 1 pitido para indicar que el cobro fue exitoso.
- 2 pitidos para indicar que existe algún problema comercial (deuda en mora, por ejemplo).
- 4 pitidos para indicar que hay algún problema técnico con el transponder.

El cobro electrónico normalmente es acompañado por un sistema de cámaras de video que registran los números de placa de los vehículos que ingresaron sin contar con el transmisor, y mediante un sistema de reconocimiento digital de caracteres, los infractores son identificados y las multas respectivas emitidas, todo el proceso en forma automática. Este sistema de apoyo y el cobro efectivo de las multas son fundamentales para el éxito de esta tecnología. Para disminuir el número de infracciones, en general todos los sistemas cuentan con la posibilidad de pagar por uso aislado sin contar con el transponder. Esto se logra mediante la inscripción previa del interesado por la Internet, o el registro por medio de una llamada o mensaje de texto enviado por el teléfono celular de previa a ingresar a la carretera. Posteriormente el cobro del peaje viene incluido en la cuenta de teléfono o debitado de la tarjeta de crédito pre-registrada.

## Lista de países que usan tecnología de cobro electrónico de peajes

### América del Sur

#### Argentina
Este sistema es usado principalmente en las autopistas urbanas de la ciudad de Buenos Aires y sus accesos:
- Autopista Acceso Norte en Buenos Aires Concesionaria Autopistas del Sol S.A. Llamado TelePASE (Peaje Automático Sin Espera) utilizó hasta el 31 de octubre de 2013 el sistema Combitech (del grupo sueco Saab) actualmente migró a la tecnología provista por TransCore (interoperable con la red de autopistas y accesos a la Ciudad de Buenos Aires). También se añadió la tecnología provista por SIRIT (lo que permite que también sea interoperable con los clientes de AUSA).
- Autopistas 25 de Mayo, Dellepiane, Perito Moreno, Arturo Illia y AU7. Concesionaria AUSA Llamado TelePASE utiliza la tecnología provista por SIRIT (interoperable con Autopista La Plata - Buenos Aires y Acceso Oeste) y convive con la tecnología provista por TransCore (lo que permite que también sea interoperable con los clientes de los accesos a la Ciudad de Buenos Aires y la red de rutas nacionales).
- Autopistas al Sur Concesionaria AEC S.A. Llamado TelePASE utiliza la tecnología provista por TransCore (interoperable con la red de autopistas de la Ciudad Autónoma de Buenos Aires y red de accesos a la misma, Camino del Buen Ayre y la red de rutas nacionales) conviviendo con la tecnología provista por SIRIT (lo que permite que también sea interoperable con los clientes de AUSA).
- Autopista Acceso Oeste Concesionaria GCO S.A. Llamado TelePASE utiliza la tecnología provista por TransCore (interoperable con la red de autopistas de la Ciudad Autónoma de Buenos Aires y red de accesos a la misma, Camino del Buen Ayre y la red de rutas nacionales) conviviendo con la tecnología provista por SIRIT (lo que permite que también sea interoperable con los clientes de AUSA).
- Autopista La Plata – Buenos Aires Concesionaria AUBASA Llamado TelePASE utiliza la tecnología provista por TransCore (interoperable con la red de autopistas de la Ciudad Autónoma de Buenos Aires y red de accesos a la misma, Camino del Buen Ayre y la red de rutas nacionales) conviviendo con la tecnología provista por SIRIT (lo que permite que también sea interoperable con los clientes de AUSA).
- Autopista Camino Parque del Buen Ayre Concesionaria CEAMSE Llamado TelePASE utiliza la tecnología provista por TransCore (interoperable con la red de autopistas de la Ciudad Autónoma de Buenos Aires y red de accesos a la misma, y la red de rutas nacionales) conviviendo con la tecnología provista por SIRIT (lo que permite que también sea interoperable con los clientes de AUSA).
- Autopista Campana - Rosario Concesionaria CINCOVIAL S.A. Llamado TelePASE utiliza la tecnología provista por TransCore (interoperable con la red de autopistas de la Ciudad Autónoma de Buenos Aires y red de accesos a la misma y Camino del Buen Ayre).
- Autopista Rosario - Córdoba Concesionaria CINCOVIAL S.A. Llamado TelePASE utiliza la tecnología provista por TransCore (interoperable con la red de autopistas de la Ciudad Autónoma de Buenos Aires y red de accesos a la misma y Camino del Buen Ayre).
- Red de Accesos de la Ciudad de Córdoba Concesionaria Caminos de las Sierras S.A. Llamado TelePASE; utiliza la tecnología provista por TransCore.
- Autopista Rosario-Santa Fe Concesionaria Autopista Rosario Santa Fe S.A. Llamado TelePASE utiliza la tecnología provista por TransCore.
- Túnel Subfluvial «Raúl Uranga - Carlos Sylvestre Begnis» Concesionaria Túnel Subfluvial Llamada TelePASE utiliza la tecnología provista por TransCore.
- Autovía 2 Concesionaria AUBASA Llamado TelePASE utiliza la tecnología provista por TransCore (interoperable con la red de autopistas de la Ciudad Autónoma de Buenos Aires y red de accesos a la misma y Camino del Buen Ayre).
- Ruta Nacional 3 Concesionaria CV1 Concesionaria Vial S.A. Llamado TelePASE utiliza la tecnología provista por TransCore (interoperable con la red de autopistas y accesos a la Ciudad de Buenos Aires).
- Ruta Nacional 5 Concesionaria H5 S.A. Llamado TelePASE utiliza la tecnología provista por TransCore (interoperable con la red de autopistas de la Ciudad Autónoma de Buenos Aires y red de accesos a la misma y Camino del Buen Ayre).
- Ruta Nacional 7 Concesionaria Autovía Buenos Aires a los Andes S.A. Llamado TelePASE utiliza la tecnología provista por TransCore (interoperable con la red de autopistas de la Ciudad Autónoma de Buenos Aires y red de accesos a la misma y Camino del Buen Ayre) —esta red no incluye los peajes ubicados en la provincia de San Luis—.
- Ruta Nacional 8 Concesionaria Corredor Central S.A. Llamado TelePASE utiliza la tecnología provista por TransCore (interoperable con la red de autopistas de la Ciudad Autónoma de Buenos Aires y red de accesos a la misma y Camino del Buen Ayre).
- Ruta Nacional 11 Concesionaria CINCOVIAL S.A. Llamado TelePASE utiliza la tecnología provista por TransCore (interoperable con la red de autopistas de la Ciudad Autónoma de Buenos Aires y red de accesos a la misma y Camino del Buen Ayre).
- Ruta Nacional 12 (Zárate-Ceibas) Concesionaria Caminos del Río Uruguay S.A. Llamado TelePASE utiliza la tecnología provista por TransCore (interoperable con la red de autopistas de la Ciudad Autónoma de Buenos Aires y red de accesos a la misma y Camino del Buen Ayre).
- Ruta Nacional 14 Concesionaria Caminos del Río Uruguay S.A. Llamado TelePASE utiliza la tecnología provista por TransCore (interoperable con la red de autopistas de la Ciudad Autónoma de Buenos Aires y red de accesos a la misma y Camino del Buen Ayre).
- Ruta Nacional 18 Concesionaria Carreteras Centrales de Argentina S.A. Llamado TelePASE utiliza la tecnología provista por TransCore (interoperable con la red de autopistas de la Ciudad Autónoma de Buenos Aires y red de accesos a la misma y Camino del Buen Ayre).
- Ruta Nacional 19 Concesionaria  Carreteras Centrales de Argentina S.A. Llamado TelePASE utiliza la tecnología provista por TransCore (interoperable con la red de autopistas de la Ciudad Autónoma de Buenos Aires y red de accesos a la misma y Camino del Buen Ayre).
- Ruta Nacional 33 Concesionaria Corredor Central S.A. Llamado TelePASE utiliza la tecnología provista por TransCore (interoperable con la red de autopistas de la Ciudad Autónoma de Buenos Aires y red de accesos a la misma y Camino del Buen Ayre).
- Ruta Nacional 34 Concesionaria  Carreteras Centrales de Argentina S.A. Llamado TelePASE utiliza la tecnología provista por TransCore (interoperable con la red de autopistas de la Ciudad Autónoma de Buenos Aires y red de accesos a la misma y Camino del Buen Ayre).
- Ruta Nacional 38 (Villa Carlos Paz-Cruz del Eje) Concesionaria  Carreteras Centrales de Argentina S.A. Llamado TelePASE utiliza la tecnología provista por TransCore (interoperable con la red de autopistas de la Ciudad Autónoma de Buenos Aires y red de accesos a la misma y Camino del Buen Ayre).
- Ruta Nacional 205 Concesionaria Concesionaria Vial S.A. Llamado TelePASE utiliza la tecnología provista por TransCore (interoperable con la red de autopistas y accesos a la Ciudad de Buenos Aires).
- Ruta Nacional 226 Concesionaria CV1 Concesionaria Vial S.A. Llamado TelePASE utiliza la tecnología provista por TransCore (interoperable con la red de autopistas y accesos a la Ciudad de Buenos Aires).

#### Brasil

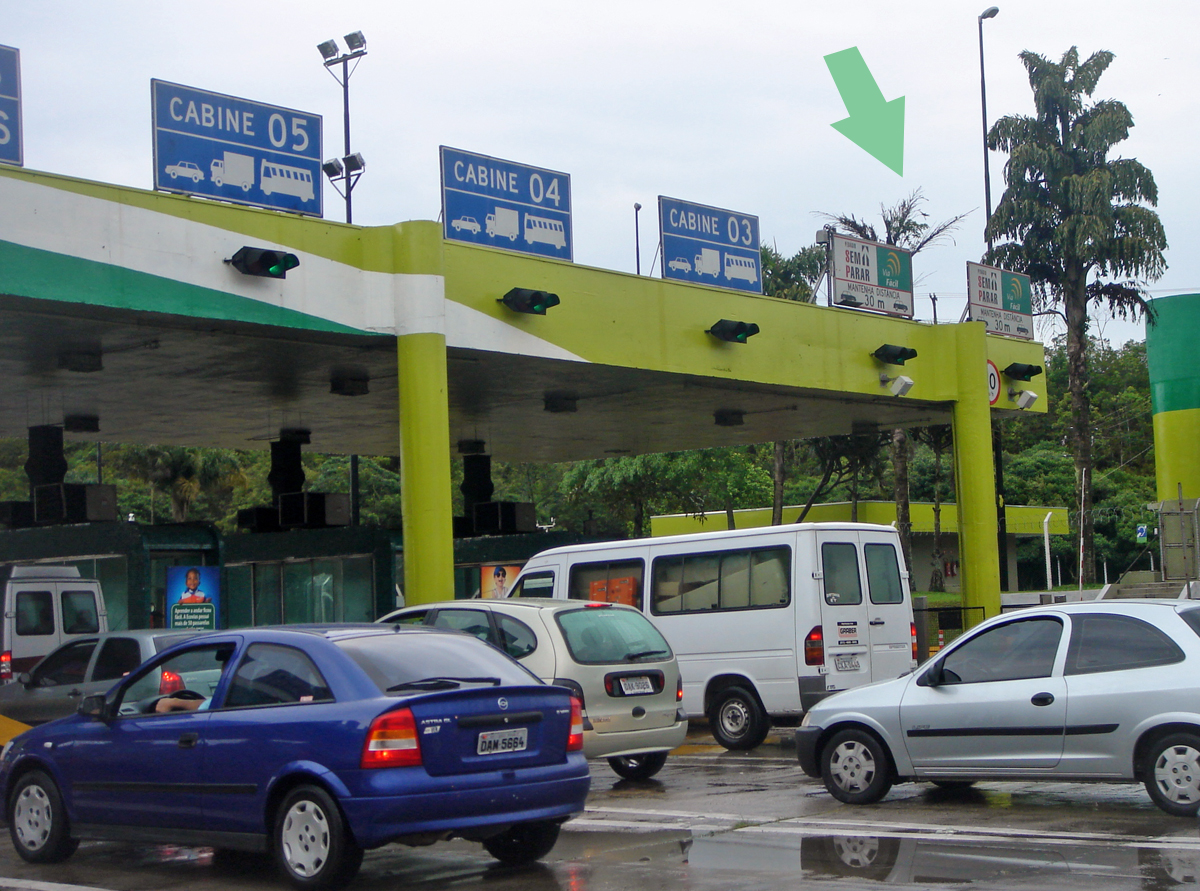
Estación de cobro de peajes en la Rodovia dos Bandeirantes, São Paulo, Brasil. Sistema de cobro mixto, a la derecha los dos carriles de cobro electrónico SEM PARAR.

- Sem Parar/Via Fácil en São Paulo, Brasil
- Onda Livre en el Puente Río-Niteroi, Río de Janeiro, Brasil
- Passe Expresso en la Línea Amarilla en Río de Janeiro, Brasil

#### Chile
Autopistas urbanas

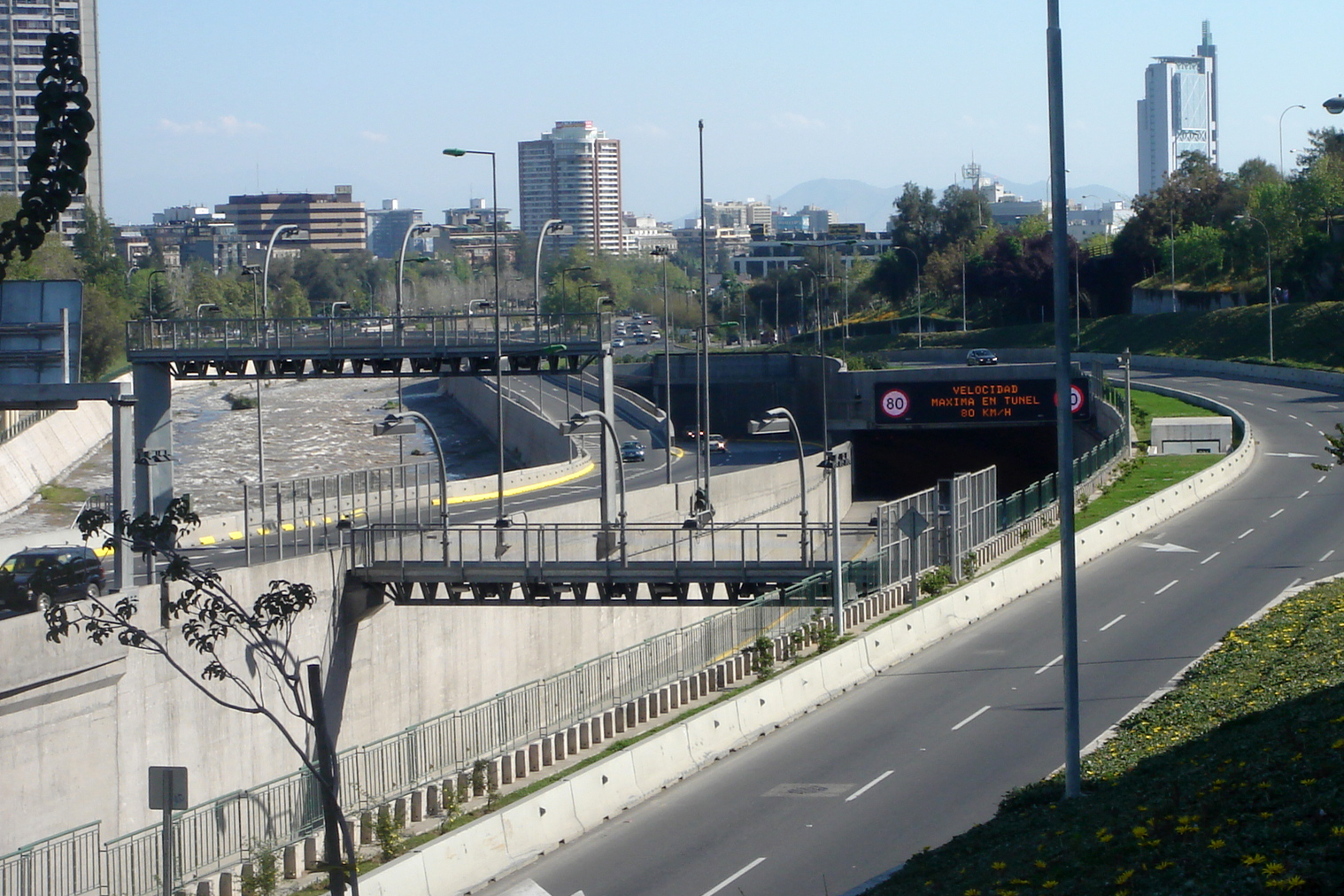
Cobro electrónico de peajes en la Autopista Costanera Norte (Santiago de Chile).

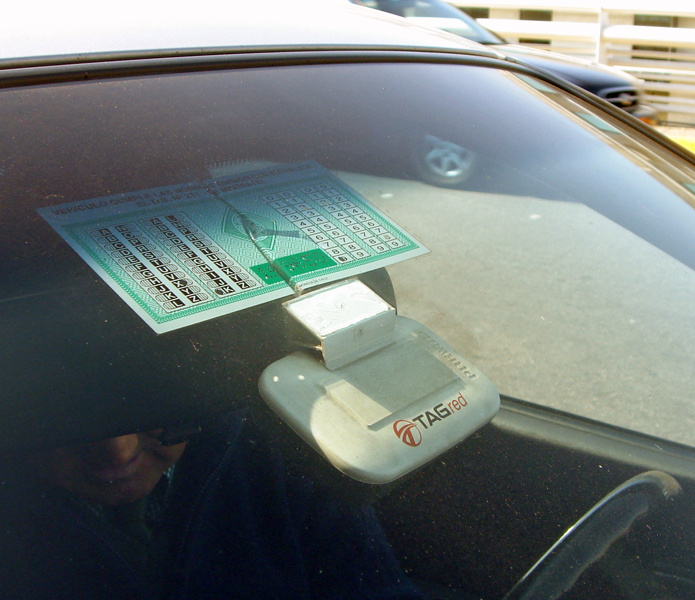
Receptor/emisor (transponder, llamado popularmente TAG) utilizado para el cobro electrónico de peajes instalado en el vehículo. La calcomanía verde indica que el vehículo posee convertidor catalítico y que cumple con las normativas de emisiones de gases aplicadas en la Región Metropolitana de Santiago. Imagen de un vehículo chileno.

- Autopista Central en Santiago de Chile, En 2004 comenzó su operación, transformándose en la primera Autopista Urbana Concesionada de la Región Metropolitana de Santiago de Chile, la primera autopista urbana en América Latina bajo régimen de concesión en operar sin detener los vehículos dentro del Área Urbana de Santiago. Con este último hito, Chile se ubicó como líder en Latinoamérica al operar un inédito Sistema de Telepeaje llamado de "Flujo Libre" o Free Flow. También Chile se transformó en pionero a nivel mundial, al aplicar el Sistema Free Flow a gran escala en forma Interoperable con un mecanismo de cobro electrónico Post Pago.
- Autopista Américo Vespucio Sur en Santiago de Chile.
- Autopista Américo Vespucio Norte en Santiago de Chile.
- Autopista Américo Vespucio Oriente en Santiago de Chile.
- Autopista Costanera Norte en Santiago de Chile.
- Acceso Vial al Aeropuerto en Santiago de Chile.
- Túnel San Cristóbal en Santiago de Chile.
- Autopista Radial Nororiente en Santiago de Chile.
- Troncal Sur en el Gran Valparaíso.
- Puente Industrial en el Gran Concepción

Autopistas interurbanas

El sistema unificado de telepeajes, se encuentra implementado además en:
- Ruta 5 Sur en el tramo Santiago-Talca, llamada Ruta del Maipo, y en la autopista suburbana, paralela a la anterior, llamada Acceso Sur de Santiago. Desde julio de 2019, el peaje principal de esta ruta, peaje Troncal Angostura, cuenta con pórticos con cobro de peaje Free Flow, para facilitar el paso de los vehículos que transitan por la ruta. Además entre 2021 y 2023 se ha implementado TAG en los tramos Talca-Chillán (Survías Maule-Ñuble (Anteriormente Ruta del Maule)) y Chillán-Collipulli (RutaSur Chillán-Collipulli (Anteriormente Ruta del Bosque)) respectivamente. Actualmente el TAG llega hasta Collipulli. Más al sur (Ruta de La Araucanía, Ruta de Los Ríos, Autopista de Los Lagos y Ruta del Canal) deberás pagar de manera manual, debido a que todavía no disponen de esta tecnología.
- Ruta 68, Santiago-Valparaíso llamada Autopista Rutas del Pacífico.
- Autopista Internacional Los Libertadores, en el tramo chileno.
- Ruta 78 Santiago-San Antonio, Autopista del Sol.
- Autopista del Aconcagua, tramo Santiago-Lampa.
- Ruta 5 Norte en el Túnel el Melón.
- Ruta 160 Concepción - Arauco entre San-Pedro y Coronel.

#### Colombia
El cobro electrónico de peajes se encuentra habilitado en todas las carreteras del territorio nacional, con el nombre COLPASS. 

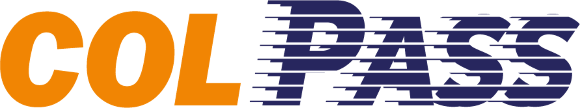
Marca del sistema de interoperabilidad de peajes con recaudo electrónico vehicular en Colombia

COLPASS : Es la marca registrada por el Ministerio de Transporte de Colombia que identifica el sistema de interoperabilidad de peajes con recaudo electrónico vehicular.
Este sistema está conformado por dos actores habilitados ante el ministerio: 
1. Operador (OP  IP/REV) : Este actor es responsable del recaudo de la tarifa de peaje, ya sea de forma manual, mixta o automática. Su función principal es garantizar la correcta captura de los pagos, asegurando un proceso de recaudo eficiente.  Actualmente, los operadores habilitados incluyen todos los peajes bajo la responsabilidad nacional, gestionados a través las agencias del estado ANI e INVIAS, así como los peajes a cargo de entidades territoriales.
2. Intermediador (INT  IP/REV) : Persona jurídica que cumple con varias funciones esenciales. En primer lugar, vincula a los usuarios al sistema, luego gestiona la entrega y activación de los dispositivos TAG RFID. Además, administra la información de las cuentas de los usuarios asociadas a dichos dispositivos y gestiona el pago de la tarifa de peaje a los Operadores por el uso de la infraestructura vial.  Actualmente, los intermediadores habilitados son:
  - Tolis
  - Copiloto
  - Facilpass
  - Flypass
  - Gopass
  - OpenPass
  - Vía rápida

#### Ecuador
- Troncal de la costa.  Provincias de Pichincha, Santo Domingo de los Tsáchilas, Los Ríos, Guayas, El Oro, Azuay y Loja. Ecuador

- Autopista General Rumiñahui. Quito, Ecuador.
- Túnel Guayasamín, en la vía colectora quito pifo. Quito, Ecuador.
- Autovía Portoviejo-Manta. Portoviejo, Ecuador.

#### Perú
El cobro electrónico, en el caso peruano, dependerá de la concesionaria a la que se someta, debido a que cada una opera con tecnologías distintas.Por ello y de momento, tres concesionarias lo implementan:
- Rutas de Lima: Opera el sistema e-pass , y su uso se da principalmente en la provincia homónima. Sin embargo, su operación no es continua y está dividido en un tramo de la Carretera Panamericana Norte (desde el Intercambio Víal de Ancón hasta el óvalo de la avenida Eduardo de Habich, lugar en que acaba la concesión) y de la Carretera Panamericana Sur (desde la avenida Javier Prado hasta el Intercambio Víal de Pucusana).
- Lima Expresa: Opera el sistema PEX. Su uso se da en la Vía de Evitamiento (tramo de la Carretera Panamericana en Lima entre las avenidas Eduardo de Habich y Javier Prado) y en la vía expresa Línea Amarilla.
- Concesionaria Vial del Perú (COVIPERÚ): Opera el sistema EasyWay y su uso se da exclusivamente en la Carretera Panamericana Sur, siendo además la única que la opera fuera de Lima. Esto corresponde entre el Intercambio Víal de Pucusana y la ciudad de Ica, en la provincia homónima.

#### Uruguay
Utiliza la tecnología provista por Telectrónica (SIRIT). Cuentan con Telepeaje todas las cabinas operadas por la Corporación Vial del Uruguay S.A.:
- Estación de Peaje «Queguay» (Ruta 3N, km 392,75)
- Estación de Peaje «Mercedes» (Ruta 2, km 284,4)
- Estación de Peaje «Paso del Puerto» (Ruta 3S, km 245,2)
- Estación de Peaje «Centenario» (Ruta 5S, km 246,35)
- Estación de Peaje «Cebollatí» (Ruta 8, km 206,25)
- Estación de Peaje «Cufre» (Ruta 1, km 107,35)
- Estación de Peaje «Santa Lucía» (Ruta 11, km 81)
- Estación de Peaje «Barra Santa Lucía» (Ruta 11, km 81)
- Estación de Peaje «Pando» (Ruta Interbalnearia, km 33)
- Estación de Peaje «Capilla de Cella» (Ruta 9, km 79,5)
- Estación de Peaje «Solís» (Ruta Interbalnearia, km 82)
- Estación de Peaje «Garzón» (Ruta 9, km 177,65)
- Estación de Peaje «Manuel Díaz» (Ruta 5N, km 423,2)

### Centroamérica y el Caribe

#### Costa Rica
- Quick Pass

En Costa Rica actualmente existe el sistema de telepeaje denominado Quick Pass y que originalmente se podía utilizar en las estaciones de peaje de la carretera San José-Caldera (Ruta 27); como parte de las obras de apertura de dicha carretera en el periodo 2009-2010.
A partir de diciembre del 2012, el sistema de peajes electrónicos está disponible en dos las estaciones de peaje administradas por el Ministerio de Obras Públicas y Transportes (MOPT), con sistemas instalados en la carretera Florencio del Castillo (Ruta 2) entre San José y Cartago y la carretera sobre el parque nacional Braulio Carrillo (Ruta 32) entre San José y Guápiles.
A la fecha, el dispositivo puede adquirirse en la mayoría de bancos del país.

#### Panamá
- Corredor Sur, Corredor Norte y Corredor Este Empresa Nacional de Autopista.
- Autopista Don Alberto Motta Cardoze Concesionaria Maden-Colón.

#### Puerto Rico
- AutoExpreso, Puerto Rico.

#### República Dominicana
- Paso Rápido, República Dominicana.

### América del Norte

#### México
- Ahora Telepeaje con I+D Carreteras operadas por Caminos y Puentes Federales (CAPUFE)
- Viaducto Bicentenario (Operado por OHL y la compañía Indra Sistemas)
- Urbana Sur (Operado por IDEAL)
- Urbana Norte

#### Canadá
- 407 ETR en el sur de Ontario.
- MacPass en Halifax, Nueva Escocia.

#### Estados Unidos de América
- C-Pass en Key Biscayne, Florida
- Cruise card en Atlanta, Georgia

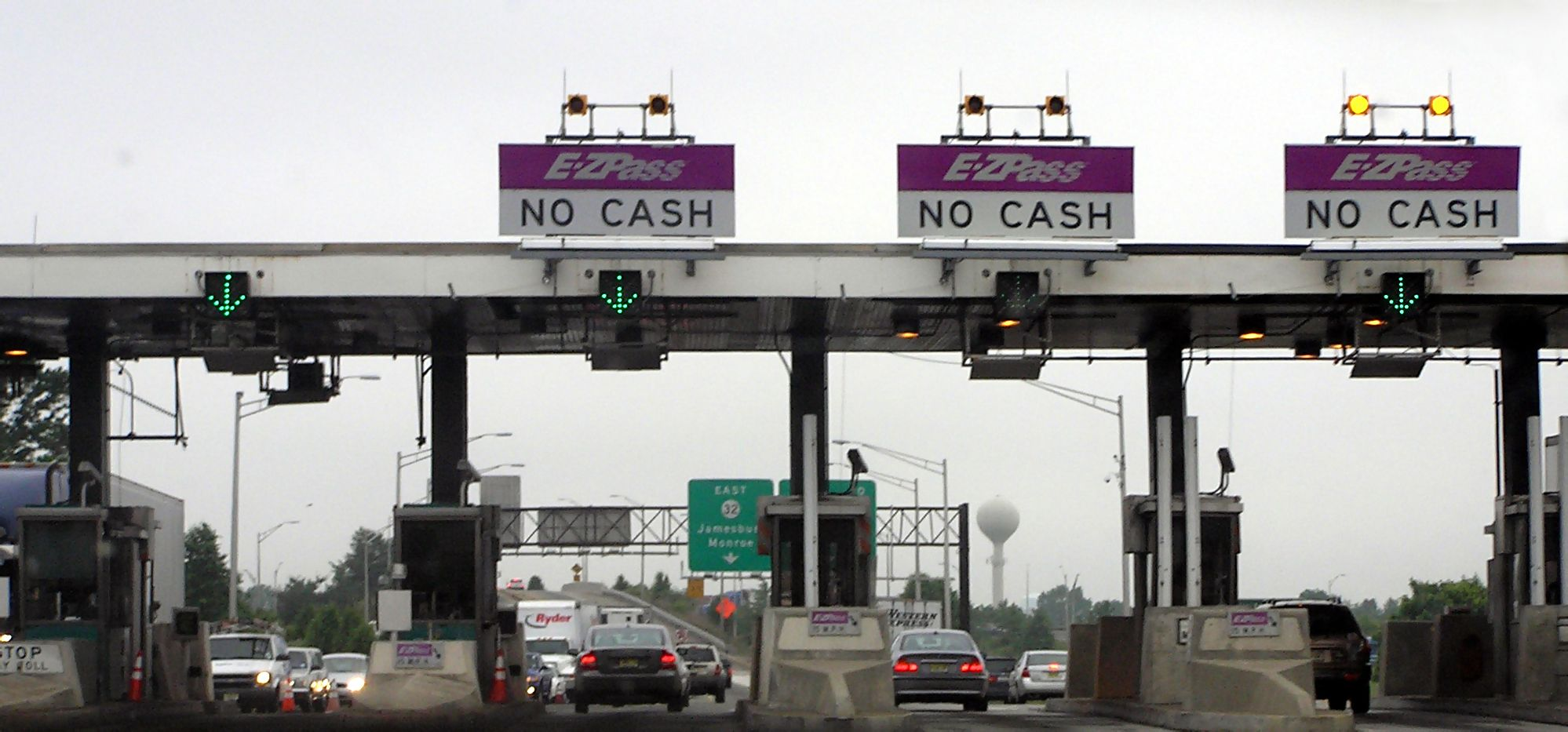
Cobro manual y electrónico de peaje en la Turnpike de Nueva Jersey, Estados Unidos.

- E-PASS en Orlando, Florida  (Interoperable con SunPass)
- EXpressToll en Colorado
- E-ZPass en el Noreste de Estados Unidos
- Fast Lane en Massachusetts (Interoperable con E-ZPass)
- Fastrak en California
- Good To Go! en Washington
- I-Pass en Illinois  (Interoperable con E-ZPass)
- i-Zoom en Indiana (Interoperable con E-ZPass)
- K-Tag en Kansas
- LeeWay en el Condado de Lee (Florida)  (Interoperable con SunPass)
- MnPass en Minnesota
- O-PASS en el Condado de Osceola (Florida) (Interoperable con SunPass)
- PalmettoPass en Carolina del Sur
- Pikepass en Oklahoma
- Smart Tag en Virginia (Interoperable con E-ZPass)
- SunPass en Florida
- Tolltag en Luisiana
- TollTag en Texas  (Interoperable con TxTAG)
- EZ TAG en Texas (Interoperable con TxTAG)
- TxTAG en Texas

### Asia

#### India
- TollTrax Toll Collection System en Kharagpur, India.
- Metro Electronic Toll Collection Systems en Delhi, India.

#### Israel, Japón, Malasia, Pakistán, Corea del Sur y Taiwán
- Highway 6 en Israel
- ETC en Japón
- Smart TAG en Malasia
- HyPass en Pakistán
- hi-pass plus en Corea del Sur
- ETC en Taiwán

#### Hong Kong
- Autotoll en Hong Kong
- Autopass en Hong Kong (ahora combinado con Autotoll)
- Electronic Toll Systems Ltd. en Hong Kong (ahora combinado con Autotoll)

#### Filipinas
- EC Tag en North Luzon Expressway
- E-Pass Tag en South Luzon Expressway y en Metro Manila Skyway

#### Singapur
- ERP en el centro de Singapur; es un sistema de tarificación de congestionamiento.

### Europa

Señal de Telepeaje en España.

La Directiva 2004/52/CE del Parlamento Europeo y del Consejo Europeo, de 29 de abril de 2004, relativa a la interoperabilidad de los sistemas de telepeaje de las carreteras de la Unión, regula de forma específica la decisión del Consejo de crear un servicio europeo de telepeaje, basado en la armonización tecnológica y en la interoperabilidad de los sistemas instalados en las carreteras y autopistas de los Estados miembros.
La implantación de los sistemas interoperables de telepeaje en las carreteras de peaje españolas se basará en tecnologías conformes con normas abiertas y públicas, disponibles para todos los fabricantes y suministradores sobre una base no discriminatoria.
Todos los sistemas de telepeaje que entren en servicio en las carreteras estatales a partir del 1 de enero de 2007 deberán estar basados en la utilización de, al menos, una de las tres tecnologías siguientes:
- Localización por satélite.
- Comunicaciones móviles según la norma GSM -GPRS (referencia GSM TS 03.60/23.060).
- Microondas a 5,8 GHz.

#### Alemania, Italia, Austria, Francia y República Checa
- Alemania - LKW-MAUT para camiones en autopistas en Alemania.
- Austria - Videomaut para autopistas y autovías en Austria sujetos a peajes especiales.
- Austria - go-maut para la red nacional de autopistas en Austria.
- Francia - Télépéage usualmente con la marca liber-t en autopistas francesas (gestionadas por la Federación de Compañías de Autopistas Francesas —ASFA—).
- República Checa - premid para camiones en carreteras.
- Italia - Telepass en la red de autopistas italianas (Autostrade por l'Italia, antes denominado Autostrade S.p.A.). Fue el primer país en el mundo en desplegar un ETC completo en autopistas a escala nacional en 1989. Telepass introdujo el concepto de interoperabilidad ETC porque interconectó 24 operadores de autopistas italianos diferentes permitiendo a los usuarios viajar entre diferentes áreas de concesión y pagando solo al final del viaje. Diseñado por el Dr. Ing. Pierluigi Ceseri y el Dr. Ing. Mario Alvisi, incluyó una clasificación completa operacional en tiempo real de vehículos y aplicación a través de cámaras interconectado con el PRA (registro público de automóviles) a través de una red de más de 3,000 km de fibras ópticas. El Dr. Ing. Mario Alvisi es considerado el padre de ETC en las autopistas porque no solo fue codiseñador de Telepass, sino que fue capaz de hacerlo el primer sistema operativo estandarizado ETC en el mundo como estándar europeo en 1996 y actuando como consultor para el despliegue de ETC en muchos Países como Japón, Estados Unidos, Brasil, etc.

#### Reino Unido e Irlanda
- Irlanda - Eazy Pass en rutas nacionales con peajes en Irlanda
- Reino Unido - Crossing#Dart-Tag Dart-Tag para el Dartford Crossing
- Reino Unido - Tarifas de congestión de Londres en Londres
- Reino Unido - Fast tag Túneles de Mersey: Queensway Tunnel y Kingsway Tunnel
- Reino Unido - M6 Toll tag en las Midlands
- Reino Unido - Severn TAG para el Puente de Severn y el Second Severn Crossing
- Reino Unido - Tamar Bridge proyectado para 2006
- Reino Unido - Puente Forth Road en Edimburgo

#### Países nórdicos
- Noruega - AutoPASS en la mayoría del país
- Entre Dinamarca y Suecia - BroBizz para el Puente de Oresund y el Puente del Gran Belt
- Suecia - Impuesto de congestión de Estocolmo en Estocolmo

#### Resto de Europa
- Croacia - todas las autopistas (autocesta)
- Portugal - Via Verde (todos los peajes)
- Turquía -  OGS
- Eslovenia - ABC
- España - VIA-T o Telepeaje

### Oceanía

#### Australia
- Gateway Motorway, en Brisbane, Queensland.
- Logan Motorway, en Brisbane, Queensland.
- North-South Bypass Tunnel (RiverCity Motorway) en Brisbane, Queensland.
- CityLink, en Melbourne, Victoria.
- Sidney Harbour Bridge y Sidney Harbour Tunnel, en Sídney, Nueva Gales del Sur.
- Eastern Distributor en Sídney, Nueva Gales del Sur.
- M2 Motorway, en Sídney, Nueva Gales del Sur.
- M4 Motorway, en Sídney, Nueva Gales del Sur.
- M5 Motorway, en Sídney, Nueva Gales del Sur.
- M7 Motorway, en Sídney, Nueva Gales del Sur.
- Cross City Tunnel, en Sídney, Nueva Gales del Sur.
- Lane Cove Tunnel, en Sídney, Nueva Gales del Sur.
- Eastlink, en Melbourne, Victoria.